# 2e étape du Tour de France 1903
Pour un article plus général, voir Tour de France 1903.
La 2e étape du Tour de France 1903 s'est déroulée le dimanche 5 juillet.
Elle part de Lyon (Rhône) et arrive à Marseille (Bouches-du-Rhône), pour une distance de 374 kilomètres.
L'étape est remportée par le Français Hippolyte Aucouturier, tandis que Maurice Garin, vainqueur de la 1re étape, conserve la tête du classement général.

## Parcours et déroulement de la course

### Parcours de la2eétape: Lyon-Marseille

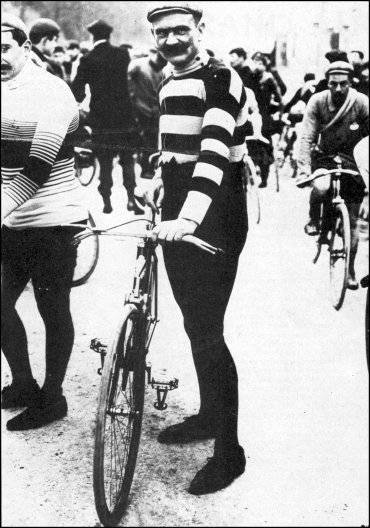
Hippolyte Aucouturier, vainqueur de l'étape.

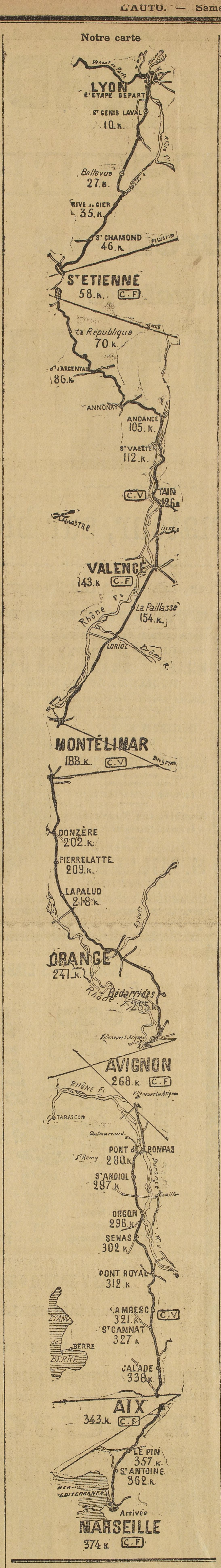
Carte du parcours.

L'itinéraire dans Lyon du départ fictif au départ réel fut place Bellecour, côté Est et Sud, rue du Peyrat (aujourd'hui la rue Antoine-de-Saint-Exupéry), quai de Tilsitt, pont d'Ainay, quai Fulchiron, quai des Étroits, café des Étroits.
- Aux contrôles volants, les concurrents crièrent leurs noms et leurs numéros à haute voix.
- Aux contrôles fixes, les concurrents descendirent de machine et donnèrent une signature sur le registre du contrôle.

| Commune               | Lieu                                       | Contrôles               | Kilométrage |
| --------------------- | ------------------------------------------ | ----------------------- | ----------- |
| Lyon                  | café de la Paix, place Bellecour           | départ fictif           |             |
| Lyon                  | café des Étroits, quai des Étroits         | départ réel             | 0           |
| Saint-Genis-Laval     |                                            |                         | 10          |
| Saint-Jean-de-Touslas | Bellevue                                   |                         | 27          |
| Rive-de-Gier          |                                            |                         | 35          |
| Saint-Chamond         |                                            |                         | 46          |
| Saint-Étienne         | Grand Café du XXe siècle, place Fourneyron | contrôle fixe           | 58          |
| Saint-Genest-Malifaux | Col de la République                       |                         | 70          |
| Bourg-Argental        |                                            |                         | 86          |
| Annonay               |                                            |                         | 96          |
| Andance               |                                            |                         | 105         |
| Saint-Vallier (Drôme) |                                            |                         | 112         |
| Tournon-Tain          | Café Serret, quai Gambetta                 | contrôle volant         | 126         |
| Valence (Drôme)       | Café Frasseau, 5, boulevard Bancel         | contrôle fixe           | 143         |
| Étoile-sur-Rhône      | La Paillasse                               |                         | 156 / 154   |
| Loriol-sur-Drôme      |                                            |                         | 165         |
| Montélimar            | Café de Paris                              | contrôle volant         | 188         |
| Donzère               |                                            |                         | 202         |
| Pierrelatte           |                                            |                         | 209         |
| Lapalud               |                                            |                         | 218         |
| Orange                |                                            |                         | 241         |
| Bédarrides            |                                            |                         | 255         |
| Avignon               | Café des Sports                            | contrôle fixe           | 268         |
| Avignon               | Pont de Bonpas                             |                         | 280         |
| Saint-Andiol          |                                            |                         | 287         |
| Orgon                 |                                            |                         | 296         |
| Sénas                 |                                            |                         | 302         |
| Mallemort             | Pont Royal                                 |                         | 312         |
| Lambesc               |                                            | contrôle volant         | 321         |
| Saint-Cannat          |                                            |                         | 327         |
| Aix-en-Provence       | La Calade                                  |                         | 338         |
| Aix-en-Provence       | Garage Lanteaume, place Neuve              | contrôle fixe           | 343         |
| Le Pin                |                                            |                         | 357         |
| Saint-Antoine         | Café Mûrier                                | point de neutralisation | 362         |
| Marseille             | Parc Borély                                | contrôle d'arrivée      | 374         |

## Classement de l'étape
Les dix premiers de l'étape sont :
| Classement de la 2e étape | Classement de la 2e étape | Classement de la 2e étape | Classement de la 2e étape | Classement de la 2e étape |
|                           | Coureur                   | Pays                      | Équipe                    | Temps                     |
| ------------------------- | ------------------------- | ------------------------- | ------------------------- | ------------------------- |
| 1er                       | Hippolyte Aucouturier     | France                    | Bicyclette Crescent       | en 14 h 28 min 53 s       |
| 2e                        | Léon Georget              | France                    | Bicyclette Aiglon         | m.t.                      |
| 3e                        | Eugène Brange             | France                    |                           | à 26 min 6 s              |
| 4e                        | Maurice Garin             | France                    | La Française              | à 26 min 7 s              |
| 5e                        | Rodolfo Muller            | Italie                    | La Française              | m.t.                      |
| 6e                        | Lucien Pothier            | France                    | La Française              | à 26 min 9 s              |
| 7e                        | Marcel Kerff              | Belgique                  |                           | à 39 min 37 s             |
| 8e                        | Fernand Augereau          | France                    | La Française              | à 57 min 17 s             |
| 9e                        | Gustave Pasquier          | France                    | La Française              | à 1 h 32 min 10 s         |
| 10e                       | François Beaugendre       | France                    |                           | m.t.                      |
| modifier                  |                           |                           |                           |                           |

## Classement général
| Classement général | Classement général  | Classement général | Classement général | Classement général  |
|                    | Coureur             | Pays               | Équipe             | Temps               |
| ------------------ | ------------------- | ------------------ | ------------------ | ------------------- |
| 1er                | Maurice Garin       | France             | La Française       | en 32 h 40 min 13 s |
| 2e                 | Léon Georget        | France             | Bicyclette Aiglon  | à 8 min 52 s        |
| 3e                 | Fernand Augereau    | France             | La Française       | à 1 h 34 min 0 s    |
| 4e                 | Marcel Kerff        | Belgique           |                    | à 1 h 56 min 26 s   |
| 5e                 | Jean Fischer        | France             | La Française       | à 2 h 50 min 25 s   |
| 6e                 | Rodolfo Muller      | Italie             | La Française       | à 2 h 58 min 0 s    |
| 7e                 | Lucien Pothier      | France             | La Française       | à 2 h 58 min 1 s    |
| 8e                 | François Beaugendre | France             |                    | à 3 h 14 min 30 s   |
| 9e                 | Gustave Pasquier    | France             |                    | à 4 h 4 min 3 s     |
| 10e                | Anton Jaeck         | Suisse             |                    | à 4 h 51 min 3 s    |
| modifier           |                     |                    |                    |                     |